# قرار الجمعية العامة للأمم المتحدة 2758

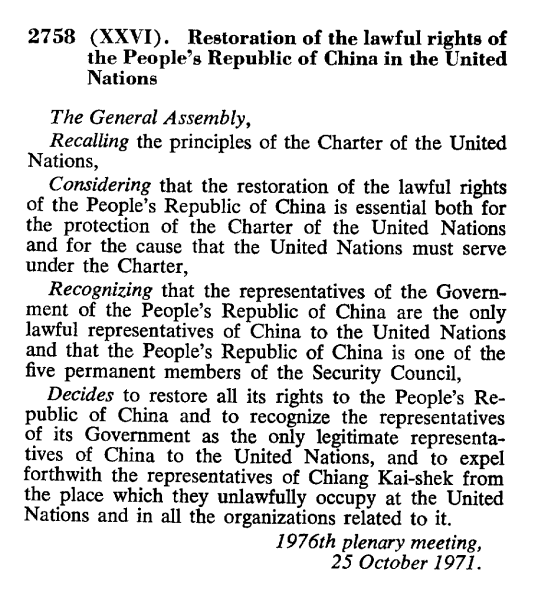
وثيقة الأمم المتحدة رقم 2758

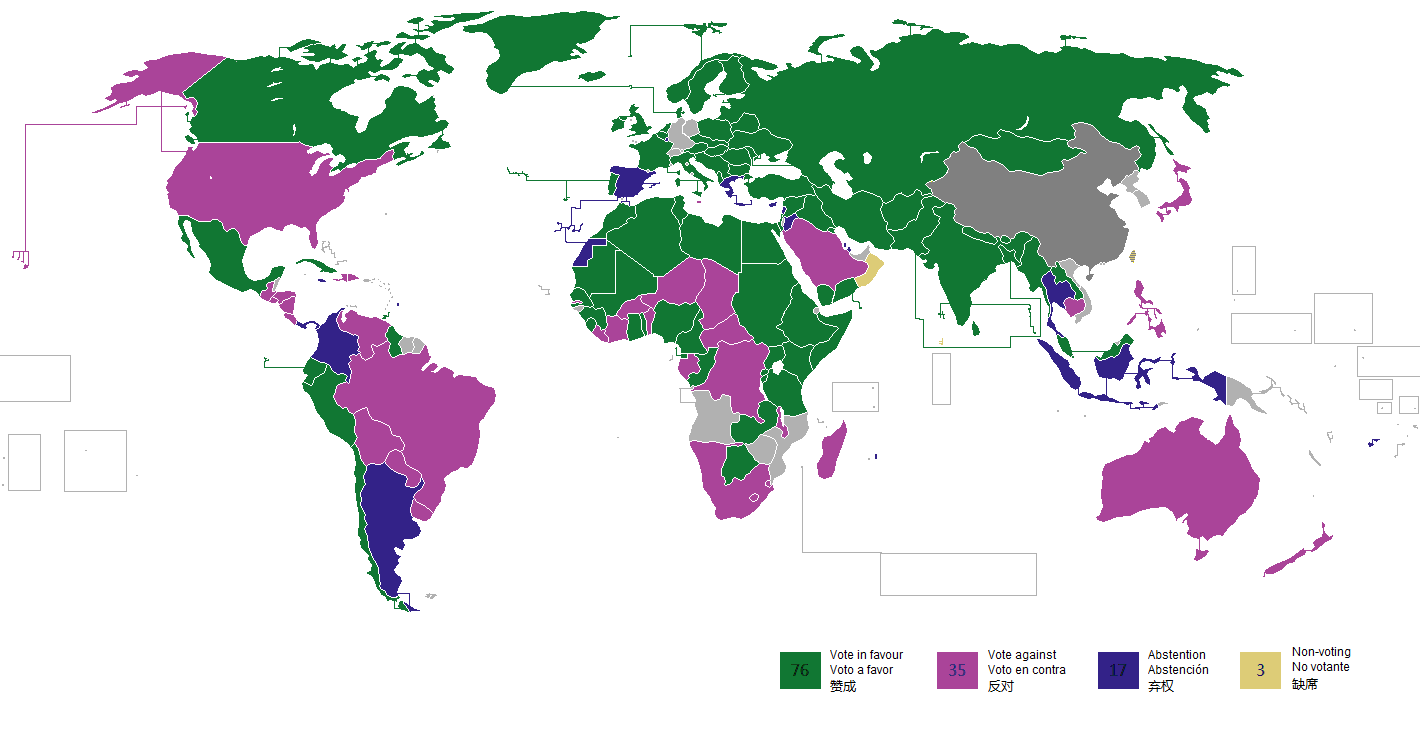
البلدان المصوتة لقرار الأمم المتحدة رقم 2758 وتظهر اللون الأخضر من فئة "مع" واللون الأحمر من فئة "ضد" واللون الأزرق من فئة "الإمتناع"

قرار الجمعية العامة للأمم المتحدة 2758 (بالإنجليزية: United Nations General Assembly Resolution 2758)‏ ((بالصينية: 聯合國大會2758號決議))، هي قرار أممي صوتت للاعتراف بحكومة الصين الشعبية التي تتمتع بالنظام الشيوعي، وذلك بتاريخ 25 أكتوبر عام 1971م، واستبدلت تايوان بجمهورية الصين الشعبية التي يحق لها بوضع الفيتو لدى مجلس الأمن الدولي، وقد دبرت الولايات المتحدة الأمريكية بمحاولة إبعاد جمهورية الصين الشعبية خارج مظلة الأمم المتحدة مدة 22 عاماً، وذلك باعتراف حكومة تايوان الذي يقوده الرئيس شيانغ كاي شيك  ، وقد صوتت الأغلبية بالاعتراف الرسمي للصين الشعبية وضمها للأمم المتحدة، بينما اعترضت بلدان أخرى كالولايات المتحدة الأمريكية وزائير واليابان وأستراليا والسعودية على هذا القرار.

## الإجراءات في الأمم المتحدة
في 15 يوليو 1971، طلب 17 من أعضاء الأمم المتحدة، بقيادة ألبانيا، إدراج مسألة «استعادة الحقوق المشروعة لجمهورية الصين الشعبية في الأمم المتحدة» على جدول الأعمال المؤقت للدورة السادسة والعشرين للجنة. الجمعية العامة للأمم المتحدة. في مذكرة تفسيرية مصاحبة لطلبهم، لاحظ أعضاء الأمم المتحدة السبعة عشر أنهم احتجوا لسنوات على ما اعتبروه سياسة عدائية وتمييزية اتبعتها العديد من الحكومات فيما يتعلق بالحكومة الشيوعية في الصين القارية، والتي اعتبروها كذلك. الممثل الحقيقي للشعب الصيني. أعلنوا أن وجود جمهورية الصين الشعبية كان حقيقة «لا يمكن تغييرها لتناسب أسطورة ما يسمى بجمهورية الصين، ملفقة من جزء من الأراضي الصينية». من وجهة نظر أعضاء الأمم المتحدة السبعة عشر، كانت جمهورية الصين سلطات غير قانونية تم وضعها في جزيرة تايوان وادعت أنها تمثل الصين، وبقيت هناك فقط بسبب الوجود الدائم للقوات المسلحة الأمريكية. وأضافوا أنه لا توجد مشاكل دولية مهمة يمكن حلها بدون مشاركة جمهورية الصين الشعبية. وخلصوا إلى أن من المصالح الأساسية للأمم المتحدة أن «تستعيد» جمهورية الصين الشعبية على وجه السرعة مقعدها في المنظمة، وبالتالي إنهاء «الظلم الجسيم» و«الوضع الخطير» الذي استمر من أجل تنفيذ سياسة تم نبذها بشكل متزايد. وهذا يعني الطرد الفوري لممثلي نظام تشيانغ كاي شيك من المقعد الذي كان يشغله في الأمم المتحدة.
في 17 آب / أغسطس 1971، طلبت الولايات المتحدة إدراج بند ثانٍ هو «تمثيل الصين في الأمم المتحدة» على جدول الأعمال المؤقت أيضًا. في المذكرة التفسيرية المصاحبة لطلب الولايات المتحدة، قالت الولايات المتحدة إنه عند التعامل مع مشكلة تمثيل الصين، يجب على الأمم المتحدة أن تأخذ علمًا بوجود جمهورية الصين الشعبية وجمهورية الصين؛ يجب أن تعكس هذا الواقع الذي لا جدال فيه بالطريقة التي نصت بها على تمثيل الصين. قالت الولايات المتحدة إنه لا ينبغي مطالبة الأمم المتحدة باتخاذ موقف بشأن الادعاءات المتضاربة لكل من الشعب.ميثاق الأمم المتحدة. وهكذا، أضافت الولايات المتحدة، يجب أن تكون جمهورية الصين الشعبية ممثلة، وفي نفس الوقت يجب وضع بند لضمان عدم حرمان جمهورية الصين من تمثيلها.
في 22 سبتمبر 1971 اقترحت الولايات المتحدة في اللجنة العامة للأمم المتحدة دمج البندين في بند واحد يسمى «مسألة الصين». ومع ذلك، تم رفض الاقتراح بأغلبية 12 صوتًا مقابل 9 أصوات وامتناع 3 أعضاء عن التصويت.
في 25 سبتمبر 1971، تم تقديم مشروع القرار الأول المدعوم من قبل الألبان، A / L.630 وAdd.l و2، من قبل 23 دولة بما في ذلك 17 من الدول التي انضمت إلى وضع المسألة على جدول الأعمال، من أجل «العودة إلى على جمهورية الصين الشعبية جميع حقوقها وطرد ممثلي تشيانغ كاي شيك على الفور».
في 29 سبتمبر 1971، تم اقتراح مشروع قرار ثان، A / L.632 وAdd.l و2، برعاية 22 عضوًا بما في ذلك الولايات المتحدة، يعلن أن أي اقتراح لحرمان جمهورية الصين من التمثيل كان سؤالًا مهمًا بموجب المادة 18 من ميثاق الأمم المتحدة، وبالتالي يتطلب الموافقة على أغلبية الثلثين.
في 29 سبتمبر 1971، تم اقتراح مشروع قرار ثالث، A / L.632 وAdd.l و2، برعاية 19 عضوًا بما في ذلك الولايات المتحدة، والذي من خلاله تؤكد الجمعية على حق تمثيل جمهورية الصين الشعبية وتوصي أن يتم تعيينها كأحد الأعضاء الخمسة الدائمين في مجلس الأمن، لكنها تؤكد أيضًا على الحق المستمر في تمثيل جمهورية الصين.
في 15 أكتوبر 1971، طلب ممثلو 22 عضوًا في الأمم المتحدة من الأمين العام للأمم المتحدة أن يوزع، كوثيقة رسمية من وثائق الجمعية، بيانًا صادرًا عن وزارة الشؤون الخارجية لجمهورية الصين الشعبية بتاريخ 20 أغسطس / آب 1971. في هذا البيان، أعلنت جمهورية الصين الشعبية، ردا على رسالة الولايات المتحدة المؤرخة 17 أغسطس 1971 والمذكرة التفسيرية المصاحبة لها، أن اقتراح الولايات المتحدة كان كشفًا صارخًا لمخطط حكومة نيكسون لإنشاء «دولتين صينيتين» في الأمم المتحدة. وأضافت أن هناك صين واحدة فقط هي جمهورية الصين الشعبية. وأضافت أن تايوان جزء لا يتجزأ من الأراضي الصينية ومقاطعة صينية كانت قد أعيدت بالفعل إلى الوطن الأم بعد الحرب العالمية الثانية. ومضى يقول إن الولايات المتحدة كانت تخطط لفصل تايوان عن الصين وكانت تحاول بشدة إجبار أعضاء الأمم المتحدة على الخضوع لإرادتها. أعلنت الحكومة الصينية أن الشعب الصيني والحكومة يعارضان بشدة «صينين» و«صين واحدة وتايوان واحدة» أو أي ترتيبات مماثلة، بالإضافة إلى الادعاء بأن «وضع تايوان لم يتحدد بعد». أعلنوا أنه لا علاقة لهم مطلقًا بالأمم المتحدة في مثل هذه السيناريوهات.
جرت المناقشة في المؤتمر في 12 جلسة عامة بين 18 و26 أكتوبر 1971 بمشاركة 73 دولة عضو. خلال المناقشات تم تقديم أربعة مشاريع قرارات أخرى - ثلاثة من تونس وواحد من المملكة العربية السعودية. بشكل عام، كان كل من مشاريع القرارات هذه بمثابة اختلاف في مشروع القرار الثالث الموصوف أعلاه، وبدعم من الولايات المتحدة على وجه الخصوص، كان القرار الذي اقترحته السعودية ينص على أن لشعب جزيرة تايوان الحق في تقرير المصير. وبالمثل، كان القرار التونسي قد دعا إلى تمثيل حكومة جمهورية الصين في الأمم المتحدة تحت اسم «فورموزا».
قال ممثل الجزائر في المناقشات إن الاعتراف بحق حكومة جمهورية الصين الشعبية في تمثيل الصين بشكل قانوني لا يعني إخلاء أحد الأعضاء وإنما طرد ممثلي نظام الأقلية المنشقة. الولايات المتحدة، في تقريرها، لديها وجهة نظر معاكسة. بحجة أن اعتماد القرار بطرد الممثلين المرسلين من تايبيه سيعني ضمناً إنهاء عضوية عضو قائم منذ فترة طويلة. وأكد المتحدث باسم جمهورية الصين أن بلاده حصلت على مكانتها في الأمم المتحدة بفضل مساهمتها في السلام والحرية خلال الحرب العالمية الثانية. قال النظام الشيوعي الصيني، الذي لم يكن لديه أبدًا الأخلاقموافقة الشعب الصيني، لا يمكن بأي حال من الأحوال أن تعتبر ممثلا للأمة الصينية العظيمة. أعضاء مختلفة من بينهم اثنان من الأعضاء الدائمين في مجلس الأمن، والمملكة المتحدة والاتحاد السوفياتي، قال إن تتطلب الأمر إلى أن تخضع لتصويت الأغلبية المطلقة من غير المناسب لاعتماد القرار المقترح الألباني لا تنطوي على قبول أو طرد عضو. بالأحرى يتعلق الأمر بأوراق الاعتماد فقط ولم تكن تايوان عضوا قط. جادلوا بوجود دولة صينية واحدة فقط كانت عضوًا. سيتعين على أي دولة صينية أخرى التقدم بطلب للحصول على العضوية وفقًا للميثاق.
في 25 أكتوبر 1971 تم التصويت. في التصويت الأول الذي تم إجراؤه، رفضت الجمعية الاقتراح المدعوم من الولايات المتحدة بأن الأمر يتطلب تصويتًا بأغلبية ساحقة - «اقتراح السؤال المهم» صوتت الجمعية بعد ذلك على اقتراح أمريكي منفصل يقضي بإزالة عبارة «وطرد ممثلي شيانغ كاي شيك فورًا من المكان الذي احتلوه بشكل غير قانوني في الأمم المتحدة وفي جميع المنظمات ذات الصلة به» من مشروع القرار. كان هذا الاقتراح سيسمح لجمهورية الصين الشعبية بالانضمام إلى الأمم المتحدة كـ «ممثل الصين»، مع السماح لجمهورية الصين بالبقاء عضوًا عاديًا في الأمم المتحدة (إذا كان هناك ما يكفي من الأصوات لها). ورُفض الاقتراح بتصويت بأغلبية 61 صوتا مقابل 51، مع امتناع 16 عضوا عن التصويت.
في هذه المرحلة، صرح ممثل جمهورية الصين، السفير ليو تشيه، «بالنظر إلى الجنون والطريقة غير العقلانية التي ظهرت في هذه القاعة، قرر وفد جمهورية الصين الآن عدم المشاركة في أي نشاط آخر. وقائع هذه الجمعية العامة». وقال إن «المثل العليا التي تأسست عليها الأمم المتحدة» قد «خيانة».
ثم اعتمدت الجمعية مشروع القرار الألباني المقترح A / L. 630 وAdd.l و2، بتصويت بنداء الأسماء بأغلبية 76 مقابل 35، مع امتناع 17 عن التصويت، كقرار 2758. بدأت حكومة بكين تمثيل الصين في الأمم المتحدة اعتبارًا من 15 نوفمبر 1971 وكان مندوبوها جالسين في مجلس الأمن التابع للأمم المتحدة الاجتماع الذي عقد في 23 نوفمبر 1971، وهو أول اجتماع من نوعه يمثل فيه ممثلو حكومة بكين الصين.